# Rann
Rann (с англ. — «строфа» [в ирландской поэзии]) — североирландский ежеквартальный литературный (преимущественно поэтический) журнал, издававшийся в 1948—1953 годах. Основан испанисткой и поэтессой Барбарой Хантер (в замужестве — Эдвардс) и юристом и поэтом Роем Макфадденом. До 12-го выпуска включительно (весна 1951) публиковался в Лисберне, а к выходу следующего выпуска (октябрь 1951) перешёл к более крупному и широкопрофильному белфастскому издателю.
Одно из первых периодических изданий на севере Ирландии, регулярно печатавших лирику авторов-женщин, а также посвящённых поэзии. Последний факт, с точки зрения Макфаддена, привлёк лишь незначительное внимание литературоведов; тем не менее исследователи отмечают значимость и влияние Rann на североирландскую литературную периодику, — часто вместе с Ulad (1904—1905), первым «малым журналом» в регионе, и ежегодником Lagan (1943—1946), в котором Макфадден работал помощником редактора. С ними Rann продвигал идею ольстерского регионализма.

## Предшественники
Исследователи отмечают тесную связь Rann и Lagan с изданием Ольстерского литературного театра под руководством Балмера Хобсона и Дэвида Паркхилла Ulad (с ирл. — «Ольстер»; 1904—1905). Все эти издания ярко проявили характерные черты «малых журналов», пришедших в Ирландию как явление в эпоху местного литературного возрождения. Наряду с Rann литературовед и редактор The Honest Ulsterman Том Клайд причисляет к типичным представителям этой категории республиканские Irish Writing (1946—1957) под редакцией Дэвида Маркуса и Теренса Смита и Envoy (1949—1951) Джона Райана и Валентина Айрмонгера. По мнению Клайда, прослеживается влияние не только ирландской, но и британской прессы прошлого на различные печатные формы («reviews», с англ. — «обзоры»; «miscellanies», с англ. — «альманахи»), включая «малые журналы». Последние уходят корнями как к первому малому журналу на острове — выпускавшемуся под эгидой Ирландского литературного театра дублинскому Beltaine (с англ. — «Белтейн»; 1899—1900) Уильяма Батлера Йейтса, так и к ведущему литературному периодическому изданию Великобритании конца XIX века The Yellow Book (1894—1897) и тоже лондонскому более модернистскому Blast (1914—1915) Уиндема Льюиса, относившемуся к движению вортицистов. Кроме того, Rann, как и многие другие издания, включая Lagan, находился под влиянием одного из самых успешных журналов ирландской культурной среды середины XX века The Bell (1940—1954), основанного в Дублине писателем Шоном О’Фаолейном. С 1946 года его редактировал бывший активист ИРА, политик-социалист Падар О’Доннелл. Репетицией для Rann Клайд называет лисбернский поэтический буклет Ulster Voices, четыре раза выходивший в 1943 году под редакцией Роя Макфаддена и Роберта Грисена.
Из более чем 70 касающихся литературной сферы периодических изданий, когда-либо публиковавшихся на территории Ольстера к концу XX века, до появления Ulad выходили чуть меньше половины. Ранние издания уделяли внимание литературе лишь в качестве дополнительного, вносящего разнообразие элемента, и подавляющее большинство из них можно было чётко разделить по иной основной направленности. Ulad не признавал значимости таких предшественников. Его возникновение было обусловлено тем, что в ходе подвижек к независимому образу Ирландии в конце XIX века (в том числе под влиянием малых журналов) в Ольстере возник запрос на регионализм. Одной из целей издания было говорить от лица этой провинции, что привлекало таких крупных общественных фигур, как Джордж Уильям Расселл и Джеймс Коннолли, пусть и не вполне согласных с его регионализмом. Но журнал не справился с присущей самому формату ролью вестника этого ещё зачинавшегося движения, которое долго не получало развития, когда в стране происходили катастрофические события. Тем не менее по приобретённому уже впоследствии культовому статусу Клайд сравнивает журнал с романами «Поминки по Финнегану» Джеймса Джойса и «Война и мир» Льва Толстого.
The Bell твёрдо выступал за признание культуры Ирландии более широким явлением, чем ирландская или кельтская. В этом вопросе он был преемником Irish Statesman (1919—1921, 1923—1930), издававшегося сначала Лигой ирландского доминиона, а затем — персонально Джорджем Уильямом Расселлом. Клайд называет оба журнала типичными «miscellanies» (с англ. — «альманахи») и выводит их происхождение от Irish Magazine (1807—1815) Уолтера Кокса и националистической газеты The Nation, а с британской стороны — от первого общетематического The Gentleman’s Magazine, его конкурента The London Magazine, а также Cornhill Magazine. The Bell стал ранним признаком нового подъёма творческой активности в Ирландии — литературные журналы возникали и приобретали внимание значительно чаще. Для дублинских изданий он был слишком лоялен к северной литературе. Журнал существенно повлиял на положительные литературные тенденции, которые одним из первых отметил О’Фаолейн. В частности, два специальных номера превратили журнал в площадку выражения для многих представителей северной литературы (для Макфаддена — первую профессиональную).

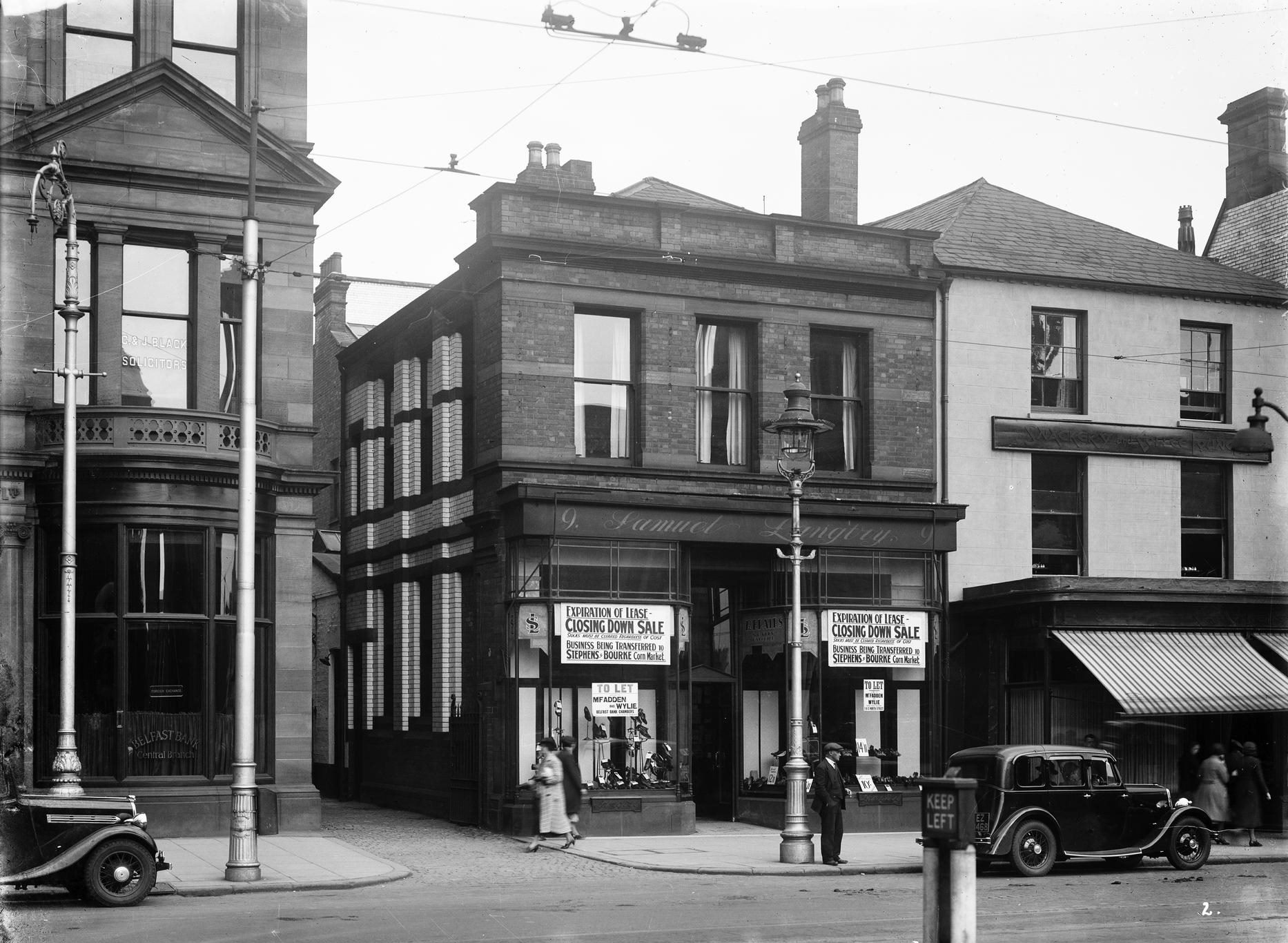
Дом № 8 (справа) по улице Донегалл-сквер-норт в Белфасте, в котором в 1930—1950-х годах находилась кофейня Campbell’s, известная по встречам в ней членов артистического сообщества Северной Ирландии

Lagan был организован одним из печатавшихся в The Bell североирландских писателей Сэмом Ханной Беллом, его другом Робертом Дэвидсоном и драматургом Джоном Бойдом, занявшим пост редактора. Белл и Бойд были авторами левого толка и входили в артистическое сообщество, известное по встречам с конца 1930-х годов в кофейне Campbell’s напротив Белфастской ратуши. Белл с оптимизмом ожидал от талантливых товарищей, что Lagan получится специфично ольстерским аналогом The Bell. Журнал таким и оказался, как по самому наполнению, так и по озвучиваемым взглядам, хотя не был столь оппозиционным и в основном оставался в формате малого журнала, несмотря на преподнесение в качестве ежегодного обзора местного творчества. В первой статье нового издания Бойд озвучил актуальную идею о создании региональной литературы на основе старого «ольстерского стиля». Близкий круг авторов с поэтом Джоном Хьюиттом на лидирующих позициях с энтузиазмом подхватил этот замысел, в результате сделав Lagan первым зрелым регионалистским журналом и тем самым более широкой идеологической альтернативой правительственному взгляду. Хьюитт в дальнейшем стал помощником редактора издания. Помимо этих имеющих некоторый опыт писателей, журнал публиковал как представителей молодого поколения — вроде тоже вошедшего в состав редакции Макфаддена, единственного, по мнению Хьюитта (кроме него самого), поэта на Севере почти за 15 лет, так и видных литераторов — например, Форреста Рейда и Ричарда Роули.
Rann был запущен в 1948 году, вскоре после закрытия The Bell из-за финансовых проблем в связи с ограничениями на прямую торговлю в Великобритании импортной прессой, введёнными при развёртывании послевоенного Плана Маршалла (два с половиной года спустя, в ноябре 1950 года, выпуск The Bell был возобновлён).

## Оформление
Рисунок для обложки первого номера Rann — портрет Томаса Стотта (1755—1829), поэта из окружения Томаса Перси, — был выполнен известным газетным иллюстратором и оформителем кофейни Campbell’s Роуэлом Фрайерсом. У выпуска не было ни оглавления, ни нумерации страниц, однако было хорошее качество бумаги и печати. Исследователь журналистики Кардиффского университета Малкольм Баллин отмечает, что издание внешне сразу указывает на жанровый формат «малого журнала», а установленная цена в 1 шиллинг с учётом положительных сторон довольно низка, несмотря на небольшой объём приблизительно в 12 страниц. Позднее, с номера 13, тот увеличился вдвое, как и стоимость.
В дальнейшем художниками выступали, в том числе, дочь Уильяма Батлера Йейтса Энн, Уильям Конор, Рэймонд Пайпер; оформление упрощалось и с 7-го выпуска (зима 1949/50) представляло собой уже лишь перечисление авторов вошедших произведений. Кроме того, на обложку заключительного, 20-го выпуска (июнь 1953) было помещено изображение ирландского мифологического героя Уладского цикла Кухулина также авторства Фрайерса.
Изначально, в первом номере, журнал имел подзаголовок «A Quarterly of Ulster Poetry» (с англ. — «Ежеквартальник ольстерской поэзии»). Однако уже во втором номере порядок слов был изменён на «An Ulster Quarterly of Poetry» (с англ. — «Ольстерский ежеквартальник поэзии») в связи с осознанием редакторами бедности потенциальной базы для отбора исключительно местного материала. С 13-го номера подзаголовком значился «An Ulster Quarterly: Poetry and Comment» (с англ. — «Ольстерский ежеквартальник: поэзия и комментарии»), что отражало регулярное появление публицистических статей.

## Содержание
В Rann печатались в ряду других литераторы Роберт Грисен, Р. С. Томас, Вернон Уоткинс, Морис Линдси, Говард Сарджент, Джон Уэйн, Уильям Макдермотт, Дэнни Абс, Мэй Мортон, актёр Джек Маккуойд, филолог Оливер Эдвардс (супруг Барбары Эдвардс), — всего около ста авторов за весь период выхода. Стихи Уэйна позднее были включены в его первый сборник Mixed Feelings (1951), вышедший ограниченным тиражом. Сборник рекламировался в самом Rann, среди подписчиков которого были, к примеру, Джон Толкин и Клайв Льюис. Согласно Макфаддену, стихотворение писателя Майкла Маклэверти из № 1 было его единственным опубликованным поэтическим сочинением. Оно вместе с работой Джона Бойда, в аналогично несвойственной тому поэтической форме, было написано для нового периодического издания по личной просьбе его редакторов. По предположению Оливера Эдвардса как автора комментария в Rann к содержащему стихотворение письму Джона Батлера Йейтса сыну Уильяму, то было также уникальным лирическим произведением художника.

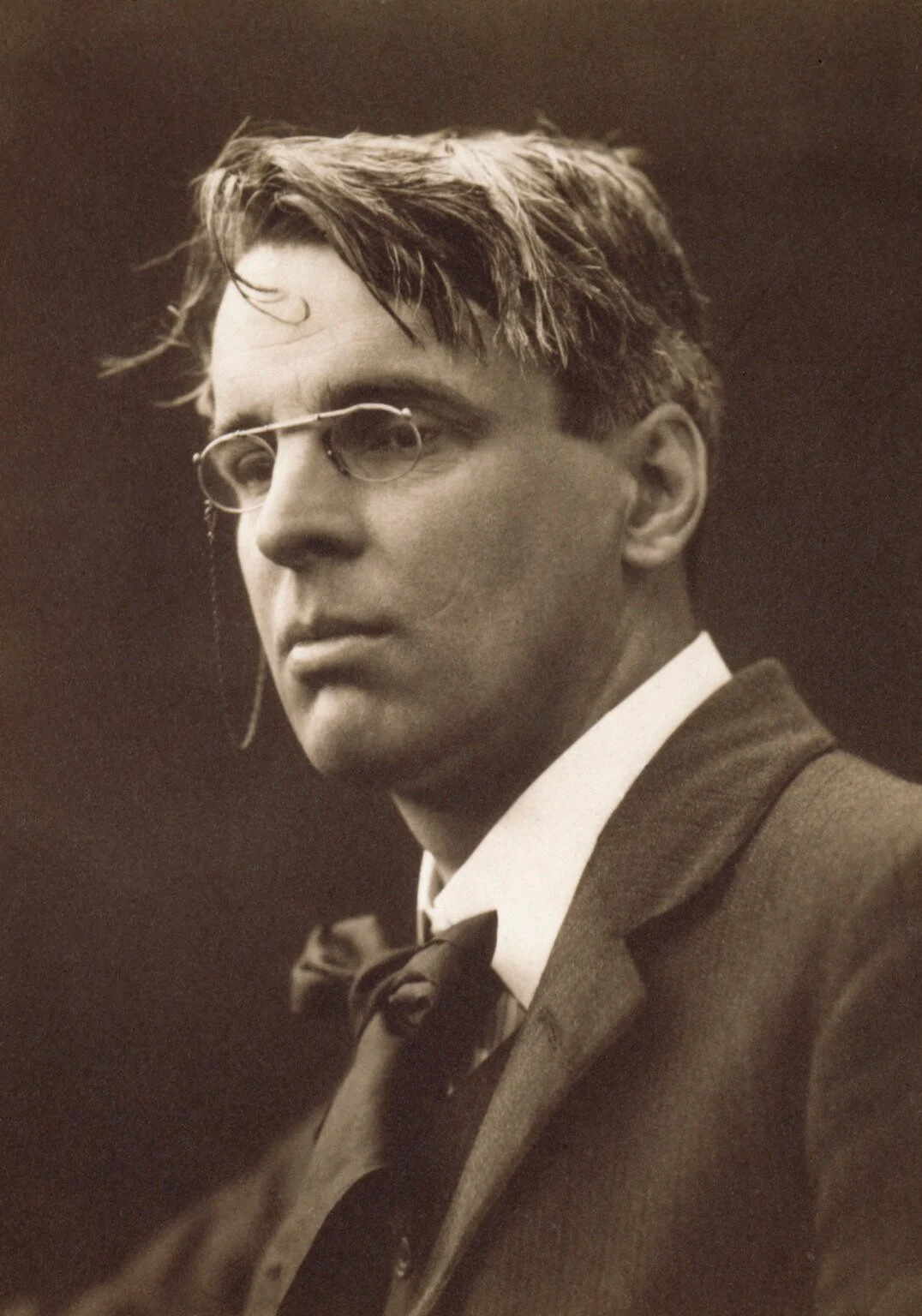
Уильям Батлер Йейтс (1865—1939). Его стихотворение «Reprisals» (1920) было опубликовано в Rann посмертно в 1948 году

Вскоре после перезахоронения в сентябре 1948 года тела Уильяма Батлера Йейтса (1865—1939) из Франции в ирландском графстве Слайго, где он вырос, в осеннем номере Rann того года (№ 2) была обнародована элегия Йейтса «Reprisals» (с англ. — «Расправы», «Ответные меры», «Репрессалии»). Это было последнее из четырёх его произведений, посвящённых Роберту Грегори — военному лётчику, спортсмену и художнику, который погиб в 1918 году в авиационном происшествии на Итальянском фронте. Первоначально элегии писались по просьбе и под пристальным вниманием вдовы Грегори и его матери — соратницы Йейтса — Изабеллы Грегори. В основу журнальной версии легла предоставленная знакомой с Оливером Эдвардсом супругой поэта оригинальная рукопись, отличающаяся от (возможно, неизвестного ей) авторского окончательного машинописного варианта, пунктуация которой была дополнена. Джон Хьюитт считал эту публикацию крупнейшим редакторским успехом, способствовавшим вхождению журнала в историю — через библиографии Йейтса. Работа, сочинённая в конце 1920 года для лондонской The Times (по предположению профессора англистики Университета Теннесси Ричарда Финнерана, газета её отклонила) и журнала The Nation, была более острой и политизированной, чем предыдущие произведения Йейтса. Это была единственная в его творчестве элегия, которая прямо затрагивала конфликт в Ирландии, хотя отсылки к жестоким действиям контрреволюционных отрядов «Чёрно-пегих» присутствовали и в последующих. По настоянию леди Грегори автор так и не издал произведение, чтобы не причинять дополнительных страданий её невестке-вдове. Согласившись отозвать стихотворение из печати, Йейтс тем не менее предположил, что просьба об этом была лишь общественно обусловленной, однако, по опубликованным позднее дневникам леди Грегори, она и лично сочла работу нечуткой и неискренней. Решающим аргументом стали происшедшие несколькими днями ранее события «Кровавого воскресенья» в Дублине, на её взгляд, исключившие возможность воззвания к эмоциям.
Хьюитт на основе материала, готовившегося им для защищённой в 1951 году магистерской диссертации, вёл в журнале постоянную рубрику «Ancestral Voices» (с англ. — «Голоса предков») с работами ольстерских поэтов и, время от времени, прозаиков XVIII—XIX веков из числа не наиболее известных, — например, произведениями Вильяма Аллингама, Сэмюэла Фергюсона, «рифмующих ткачей» Джеймса Кэмпбелла и Джона Маккинли. Выражение из заголовка было ранее популяризировано поэмой Сэмюэла Кольриджа «Кубла-хан», и литературовед Уильям Джон Маккормак отмечает, что к тому моменту в творчестве Хьюитта влияние Кольриджа, — чьего уровня, с точки зрения Маккормака, Хьюитт не достигал и эстетически, — никак не проявлялось. Однако в подборке содержания рубрики оно вполне заметно, отражая драматизм ирландской жизни в период молодости Хьюитта — Пасхальное восстание, войну за независимость. Эти события, в свою очередь, были отголосками времени авторов самих стихотворений, в особенности восстания 1798 года. Сторонникам последнего, по мнению профессора ирландской литературы на английском Ливерпульского университета Фрэнка Шовлина, Хьюитт симпатизировал и из-за своих взглядов социалистического толка.
Определённый контрастный колорит массиву остальных печатавшихся в Rann произведений добавляли в частности преобразованное в свободный стих свидетельство об атомной бомбардировке Хиросимы главы отделения Особой высшей полиции Японской империи Хирокуни Дадзаи (1910—1994) и обработанное Макфадденом стихотворение китайского художника Чжан Аньчжи (1911—1990) о поездке в Белфаст, приведённое вместе с оригинальным текстом на китайском.
Редакционные статьи включались крайне нерегулярно, что критикуется Малкольмом Баллином как один из аспектов общего низкого уровня взаимодействия Rann с аудиторией. Прямая переписка с читателями и редакционная аналитика публикуемых произведений практически отсутствовали, что было нетипично для журналов такого формата (с большой условностью Баллин допускает ненавязывание читателю мнения издания, но наиболее вероятной причиной видит нечёткое представление редакторов о том, какие взгляды следовало бы доносить таким образом).
В период после выхода 3-го номера (зима 1948—1949) литератор Ф. Л. Грин, известный романом о политической нестабильности в Северной Ирландии, чья экранизация впервые получила премию BAFTA за лучший британский фильм, написал в The New York Times Book Review, что находит Rann застенчиво женственным, и отметил, что в условиях наличия в Северной Ирландии на тот момент множества «авторов стихов», но незначительного числа поэтов Rann путает одних с другими. Тем не менее Грин выразил надежду, что амбиции издания вскоре реализуются в расширении его жанрового спектра с поэзии на рассказы и критику.
Хотя обычно публикации в Rann не объединялись какой-либо сквозной темой, в некоторых выпусках тематика была выделена. Так, № 6 (осень 1949) был посвящён памяти Джона Лайла Донаги, скончавшегося ранее в том же году, № 11 (зима 1950—1951) был полностью отдан на откуп ретроспективам региональной поэзии Хьюитта. 19-й номер (апрель 1953) был предоставлен писателям Уэльса, что, по мнению Баллина, могло говорить, опять-таки, и о нехватке на тот момент местного материала на полный выпуск.
Финальный том (№ 20), подготовленный при поддержке белфастского центра ПЕН-клуба, содержал более 70 страниц, существенно превышая по объёму предыдущие. Номер распространялся на 25-м всемирном конгрессе клуба, проходившем в июне 1953 года в Дублине (преимущественно) и в Белфасте. Выпуск содержит главным образом публицистические работы. Особенно ценной исследователи называют составленную с помощью Белфастской центральной библиотеки первую в своём роде всеобъемлющую библиографию ольстерских писателей XX века. Из низкой представленности женщин-писателей в североирландских публикациях 2-й половины XX века и нынешней малоизвестности всех включённых в эту библиографию исследователь англистики из Уодем-колледжа Оксфордского университета Алекс Прайс делает вывод, что в последующий период они целенаправленно игнорировались редакторами — сторонниками «каноничности».

## Идеология
В течение полувека между Ulad и Rann развитие местных литературных журналов отражало политические изменения в провинции — переход от колониального состояния к разделённой территории с лучшим культурным самосознанием. Как считал Джон Хьюитт, уже этот процесс вкупе с географическими особенностями и этническим многообразием должен был способствовать литературному своеобразию. С этим также смягчалась острота идеологических противоречий в Северной Ирландии. Так, регионализм, с точки зрения Клайда, присущий малым журналам, в интонации редакторов и подборе материала Rann и Lagan был новой формой более радикального, ориентированного на идею отделения в Ulad. У Lagan он нёс отпечаток британской среды в противовес Ulad, который находился под заметным ирландским влиянием. Rann был наименее политизированным из трёх, но все они относились к классу с не столь явственным политическим дискурсом, — меньшему из двух выделяемых среди малых журналов вообще, но преобладающему в Ирландии (по мнению Клайда, из-за особой роли в обществе деятелей искусства).
Знаковым для последующей редакторской работы в Rann Барбары Хантер стало напечатанное в Lagan, не вполне соответствуя регионализму издания, её единственное произведение на политическую тему — памфлет на правившую в Ирландском Свободном государстве партию «Фианна Файл» в форме посвящения гибели Майкла Коллинза, бывшего оппонентом её основателей. Рой Макфадден придерживался противоречивого подхода: одновременно пацифистского (будучи приверженцем поэтического движения «Новый Апокалипсис», вдохновлённого творчеством Герберта Рида) и критичного к нейтралитету Ирландии. Он отвергал как сугубо гэльскую (ирландскую) линию, так и поверхностное наднациональное чувство, утверждая, что универсальное искусство часто создается в национальных рамках.
Сами Lagan и Rann, — как и даже более поздний Threshold (1957—1990), — возможно, из-за неприятия национализма Ulad всё ещё не признавали его влияния (к примеру, сверх простого упоминания данного издания Джоном Бойдом в качестве предшественника Lagan), в том числе и как впервые поднявшего вопрос о культурном статусе Ольстера. Тем не менее эти два журнала во многом разделяли его взгляды и характерные черты. Оба, как и он, организовывались участниками художественного сообщества, а не внешними по отношению к нему критиками или предпринимателями. Артистический подход в них применялся во всех аспектах — кроме содержания, и в иллюстрациях и типографике (в Lagan в меньшей степени — из-за влияния военной обстановки). В самом же содержании они сочетали беллетристику и критику, в чём в качестве образца прослеживается и The Bell. Уровень содержания был высок, включая работы местных перспективных авангардистских авторов, которым публикация там позволяла как минимум не прибегать к самоцензуре. И, в совокупности, Lagan и Rann сохраняли региональную идентичность, уже имея (тоже как последствие войны) куда более оформившиеся регионалистские воззрения, чем присущие Ulad. В случае всецело ольстерской, но не настолько догматичной повестки Rann те выражались, помимо прочего, в указании в первой же редакционной статье на культурную регионализацию как позитивный процесс по сравнению с централизацией и впервые во включении достаточно значительного числа произведений женщин. При этом созвучными с Ulad, хотя также и в доле неосновательности, были мнения о проявляющемся в Ольстере отторжении к искусству, о необходимости своей яркой литературы, о важности села́.
Тяготы военного времени отразились и на поэзии, что приводило как к появлению среди публикаций непосредственно эпитафий, так и к смещению некоторыми авторами, потерявшими ощущение стабильности, акцента в сторону пасторальной тематики, поиску через неё в довоенных ценностях успокоения и надежды — объяснимому, но безуспешному, как показывал предыдущий опыт Макфаддена. Осознание этого, на его взгляд, и должно было обособлять литературный Ольстер.
Во вступительной редакционной статье Rann к внесению творческой лепты приглашались представители самых разных регионов: напрямую упоминались Англия, Шотландия и Уэльс (но не Ирландия, которую, по интерпретации литературоведа Хизер Кларк, редакторы считали самоопределявшейся как нация, а не регион). Действительно, журнал демонстрировал общекельтский интерес, и ряд английских поэтов в нём также печатались. Тем не менее, к примеру, вопреки сильному желанию погибшего в декабре 1943 года при участии в Итальянской кампании войск союзников суррейца Драммонда Эллисона и его близкому знакомству с Макфадденом и Робертом Грисеном (значительно позднее сокрушавшимся о лакуне в английской поэзии после смерти Эллисона), его произведения не публиковались в связанных с теми периодических изданиях, включая не только прижизненные, но и дальнейшие — как Rann. Восхищавшийся им Грисен в то же время считал Эллисона не слишком романтичным, — о чём тот знал, предполагая, однако, что его уже присланные редакторам стихи не попали в брошюру Ulster Voices в первую очередь из-за сложившегося у Макфаддена представления о нём, как о жестоком английском милитаристе.

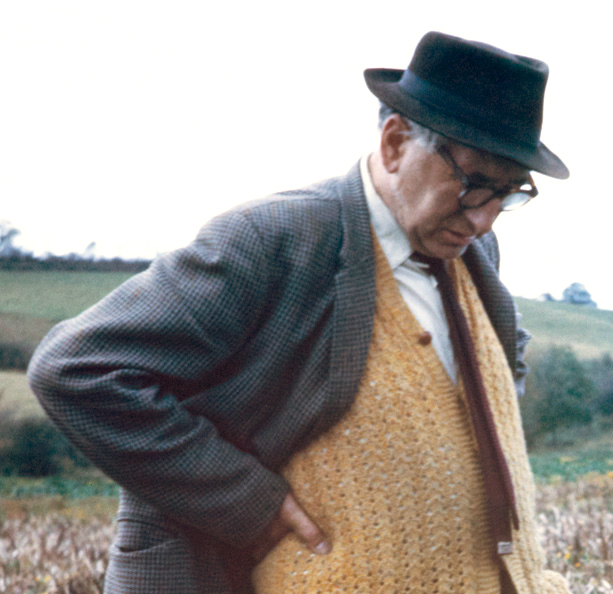
Патрик Каванах (1904—1967) критиковался окружением Rann за неприятие важности связей с землёй и в ответ поначалу называл ольстерских писателей пресными, не имеющими на деле регионального духа и иногда до тошноты ужасными, но позднее признал и положительные черты Rann

Важнейшим элементом ольстерского регионализма, отделяющим его от национализма и юнионизма, для Макфаддена, Хьюитта и Бойда была преданность родной земле. В этом ключе Хьюитт и Макфадден остро критикуют писателей Севера, смотрящих за пределы своего региона и «вперёд, а не назад». Среди последовательных объектов такой критики, несмотря на близость (до типичности) в других взглядах, были один из известнейших на 1-ю половину 1940-х годов авторов североирландского происхождения, — наравне с более молодым У. Р. Роджерсом, — Луис Макнис, родившийся в Белфасте, но, по выражению Макфаддена, «сбежавший от детства и страны» в Англию, и уроженец Монахана Патрик Каванах, считавший саму связь с территорией проклятием. Макфадден осуждает метания Макниса между регионами с возвращением в Англию, называет его безвозвратно потерянным, считая, что Макнис по сути никогда не был ирландцем, однако признаёт его значимость как писателя. Каванах, в отличие от Макниса даже не был включён в ольстерскую библиографию 20-го выпуска. Антагонизм со стороны редакторов Rann Каванах объяснял тем, что северяне не признавали его ольстерцем, поскольку не относили к Ольстеру графство Монахан. Исследователи характеризуют подобное негативное отношение как провинциальность в словах борцов с провинциальностью, вытекающую из предпочтения узкорегионального всеобщему, что привело к спаду активности регионализма к середине 1950-х годов.
В список всё же вошли, например, донегальцы Патрик Макгилл и Падар О’Доннелл, в связи с чем Шовлин посчитал отсутствие Каванаха досадным, но не кардинальным упущением, поскольку перечень был достаточно репрезентативен. А творчество самого Каванаха было положительно оценено в статье «Ulster Poetry Since 1900» (с англ. — «Ольстерская поэзия с 1900 года») того же номера. Кроме того, Макфадден отстаивал принадлежность к ольстерской литературе Джорджа Расселла, с юности жившего в Дублине. В результате мнения учёных о содержании, закладываемом редакторами в понятие «Ольстер», разнились. Так, рисунок Кухулина в № 20 и отсылка в его редакционной статье к персонажу как символу этого региона профессор англистики Бэйлорского университета Ричард Рэнкин Расселл выделил как явное указание на фокус издания на цельной исторической провинции — из девяти графств, вопреки точке зрения Шовлина о чрезмерной концентрации непосредственно на шести графствах, составивших Северную Ирландию. В целом, как полагает историк культуры из Ливерпульского университета им. Джона Мурса Джерри Смит, Rann изобрёл не существовавшую в действительности культурную область.
Хотя Джон Хьюитт был одним из ключевых авторов, редакторы Rann держались более объединяющей концепции регионализма. Позиция Хьюитта о необходимости опоры, — помимо территориальной, — на некие чётко определённые корни, в особенности с приоритетом наследию английских колонизаторов, для Макфаддена была слишком радикальна, что он впервые озвучил в 1950 году. Позднее, в 1990-х годах, вплоть до своего последнего интервью он отмечал, что и именно ольстерский регионализм, начавший выглядеть для него едва ли не прикрытием юнионизма, стал причиной разрыва с Хьюиттом. Тем не менее одной из задач как колонки Хьюитта, — наподобие аналогичным в других культурных областях: в валлийском журнале The Anglo-Welsh Review (1949—1988) и шотландском The Scottish Chapbook (1922—1923) Хью Макдиармида, — так и всего издания называют закрепление идеи о существовании на севере Ирландии устойчивой протестантской литературной, поэтической традиции, идущей от «рифмующих ткачей» конца XVIII — середины XIX веков. В то же время саму эту идею считают натяжкой.

## Современники и наследие
Несмотря на появление Lagan и Rann, ряд североирландских авторов продолжал писать и, к примеру, в дублинском The Bell. Джон Хьюитт сетовал по поводу дефицита литературных площадок на Севере. Совет по поддержке музыки и искусств Великобритании (CEMA) не субсидировал поэзию, не имея до начала 1950-х годов литературного подразделения. Общий ежегодный бюджет на литературу не превышал 100 фунтов стерлингов. Реально существующую конкуренцию идей в литературном пространстве Северной Ирландии, требующих выражения, продемонстрировало (несмотря на то, что не было пропущено в прессу и было проигнорировано официальными лицами) открытое письмо, распространявшееся на том же конгрессе ПЕН-клуба 1953 года. Оно было составлено группой советников-лейбористов Белфастской корпорации, включая руководителя Театра лирических исполнителей режиссёра Мэри О’Мэлли В тексте авторы выступали против регионализма, на их взгляд, способствующего разобщённости, и против не дающей говорить об этом цензуры.
Альтернативным путём выбранному Rann регионализму в идеологическом аспекте и в формировании аудитории шёл дублинский Envoy — другой последователь The Bell в сочетании творчества, критики и редакционного взгляда, а также близкий, как тот и некоторые другие журналы, к произведениям, рассчитанным на очень узкие спектры способных воспринять их читателей. На протяжении полутора лет существования журнала центральной мыслью идейной основы в противовес The Bell сохранялась незначимость национальных и идеологических связей в литературе по сравнению с собственно творческими. Вместе с большей расслабленностью это делало его привлекательнее для молодых авторов. Целью издания было открыть для зашоренного ирландского общества мир литературы. Envoy оказал существенное влияние на будущий личный журнал работавшего в нём колумнистом, но в итоге разошедшегося с изданием как раз по вопросу необходимости национальных связей литературы, Патрика Каванаха Kavanagh’s Weekly.
Rann не удалось собрать собственную крепкую аудиторию и, как следствие, реализовать идею по формированию мощного североирландского литературного движения. Основываясь на иных прежних попытках, это предрекали в самой первой статье журнала и его редакторы — на случай отсутствия массовой поддержки творческих лиц и интеллектуалов. Профессор ирландской литературы Королевского колледжа Лондона Ричард Киркленд скептически высказывается о проявлении в период выхода журнала нового ирландского или ольстерского «литературного возрождения», сколь-либо сопоставимого с происходившим в конце XIX — начале XX века. Избегали такой характеристики имевших место культурных процессов и члены окружения Rann: относительно и начала 1940-х годов — как Роберт Грисен и Джон Бойд, и конца 1940-х — начала 1950-х годов — как Макфадден и Сарджент. Шовлин отмечает, что издание всё же несколько повлияло на будущий литературный кружок «Движение» (англ. The Movement). В некоторой степени признаком сплочённости сообщества стало предложение редактора The Bell Падара О’Доннелла на организованной им встрече других опытных авторов и редакторов помочь средствами и тиражированием с целью продолжения издания Rann. Но Макфадден отклонил его, сославшись на утомление и мотивационные, а не материальные, проблемы членов редакции в качестве причины закрытия («погружения в сон») журнала. На следующий год был свёрнут и The Bell, так как О’Доннеллу не удалось найти среди молодёжи желавших сменить его в роли редактора, что Бенедикт Кили счёл плохим знаком для Ирландии.
Хотя Бойд полагал, что Хьюитт успешно утвердил концепцию исторической литературной традиции, с этим принципиально не согласен Шовлин, по оценке которого, тот потерпел почти полную неудачу — подобно усилиям Дэниела Коркери в отношении гэльской поэзии. В то же время, как утверждали Сарджент и Бойд, регионализм, в отличие от Шотландии, не имел местной «школы» (её наличие отвергал и Макфадден) и выдвинул не отдельное движение, а несколько самобытных, лично независимых ольстерских авторов, многие из которых писали в Rann. Так или иначе, по мнению Клайда, Rann ознаменовал собой чёткое, но не нарочитое проявление в той или иной форме индивидуальности Ольстера.

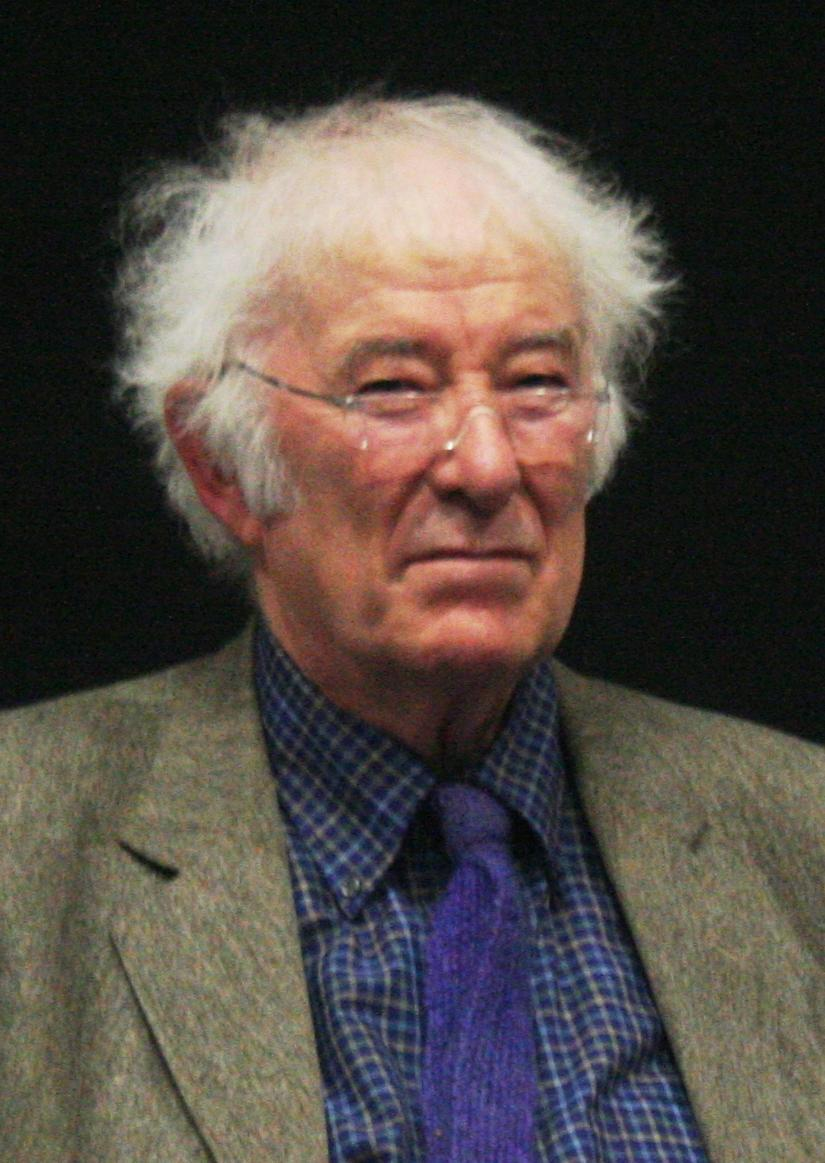
Шеймас Хини (1939—2013), представитель поколения авторов, сменившего публиковавшихся в Rann

Бойд находил, что в условиях эстетически неприемлемого для него строгого разделения общества по политическим воззрениям (включая регионализм Хьюитта) основанный им Lagan и Rann, в работе над которым он тоже принимал участие, стали поворотной точкой для сложившегося к тому моменту литературного сообщества. После неё из сферы творчества ушли — по крайней мере, надолго — многие его ключевые члены, в том числе Макфадден, сменившись, однако, другими: к примеру, такими персонами, как будущий лауреат Нобелевской премии по литературе Шеймас Хини. С точки зрения Макфаддена, после закрытия Rann север Ирландии и вовсе практически замолчал приблизительно на следующие 15 лет, с чем солидарен профессор англистики дублинского Тринити-колледжа Теренс Браун.
Одним из журналов, занявших впоследствии важную нишу издания, в перспективе способного на протяжении длительного периода продвигать североирландскую литературу, стал основанный белфастским Театром лирических исполнителей в 1957 году Threshold (с англ. — «Порог») под редакцией самой О’Мэлли. Но в разрезе ожидания, что перед журналом будет поставлена таковая задача, он был раскритикован Шеймасом Хини (хоть и одобрившим его как предприятие в целом), поскольку со своего появления старался охватывать всю Ирландию, не демонстрируя какого-либо намерения способствовать в отдельности писателям Севера, что, помимо связи с театральным сообществом, ещё сильнее сближало его с националистическим Ulad. Кроме того, Threshold в большей степени полагался на творчество авторов, уже получивших определённую известность, и поэтому не являлся наследником Rann. Журналы объединяло лишь сочетание творческого и критического материала.
Впервые же с тех пор русло для новой волны поэзии дал созданный Джеймсом Симмонсом в 1968 году The Honest Ulsterman (с англ. — «Честный ольстерец»), на успех которого повлияло начало «Смуты» в регионе — с учётом поначалу довольно радикальной риторики журнала (по мнению Брауна, однако, обусловленной больше международными, нежели местными веяниями). Журнал публиковался до 2003 года в печатной форме и с 2014-го был возобновлён в виде онлайн-версии. The Honest Ulsterman не проявлял оборонительного характера Lagan и Rann и стал вехой, завершившей эпоху влияния Ulad.